# لیندیگ
لیندیگ (به آلمانی: Lindig) یک شهر در آلمان است که در زاله‌هلتسلاند واقع شده‌است. لیندیگ ۲۴۱ نفر جمعیت دارد.